# 9-я Словенская бригада
9-я Словенская народно-освободительная ударная бригада (сербохорв. Девета словеначка народноослободилачка ударна бригада / Deveta slovenačka narodnooslobodilačka udarna brigada, словен. 9. slovenska narodnoosvobodilna brigada) — словенское подразделение Народно-освободительной армии Югославии. В состав бригады входили четыре батальона.

## История
Бригада была сформирована 14 сентября 1943 в Кочевье из личного состава Западнодоленьского партизанского отряда и ряда добровольцев. В день формирования были созданы четыре батальона, численность бригады составляла тысячу человек. С 21 сентября по 11 октября 1943 бригада вела партизанские боевые действия в Доленьске и Нотраньске, защищая освобождённую территорию: ею была подорвана железная дорога Любляна—Боровница. Во время немецкого наступления в октябре она вела бои против сил противника с 16 по 24 октября около Брода-на-Купи, где прикрывала направление на Кочевье с целью обеспечения безопасной эвакуации раненых и перевоза припасов в Кочевский рог.
С 21 ноября 1943 9-я бригада оперировала в Горском-Котаре, разбив усташско-домобранские гарнизоны Мркопля, Стари-Лаза и Равной горы. Вместе с 10-й словенской ударной бригадой в боях с 16 по 24 декабря партизаны взяли Врбовско, а затем к западу от Огулина держали оборону Горского-Котара. 14 февраля 1944 бригада вернулась в Словению. С 27 февраля по 2 марта отбивала атаки немцев при Пияве-Горице, с 14 по 20 мая атаковала немецкие мотоколонны на трассе Мирна-Печ—Ново-Место, а в июне и июле действовала в секторе Живрче—Амрус—Заградец—Лучарев-Кал. В августе действовала в районе Шмаре—Сап—Шкофлица, в ноябре 1944 — около Кочевья.
В ходе войны 9-я бригада служила в 18-й Словенской дивизии 7-го Словенского корпуса НОАЮ. В январе 1945 года она отличилась в боях у Требня и Жужемберка, с 20 по 21 января — у Липье (ею были уничтожены две роты домобранцев), 15 апреля — при Подхосте и Менишке-Васе, с 7 по 9 мая сражалась под Любляной.
Награждена орденами «За заслуги перед народом» и «Братство и единство».